# Alexandre Stavisky
Alexandre Stavisky (Slobodka, 20 novembre 1886 – Chamonix-Mont-Blanc, 8 gennaio 1934) è stato un banchiere e criminale francese.

## Biografia
Nato in Ucraina da una famiglia ebraica di origine russa, fu naturalizzato cittadino francese nel 1910. Forte di appoggi politici, in particolare tra i radicalsocialisti di Camille Chautemps, Stavisky si impadronì dell'amministrazione del Crédit municipal di Bayonne, emettendo buoni di cassa falsi per duecento milioni di franchi, che alla scadenza non vennero rimborsati. Lo scandalo Stavisky fu all'origine di una violenta protesta delle destre francesi, che sfociò nei gravi scontri davanti al parlamento di Parigi del 6 febbraio 1934.

## Nella cultura di massa
Nel film Stavisky il grande truffatore, diretto da Alain Resnais nel 1974, è interpretato dal Jean-Paul Belmondo, che fu pure co-produttore della pellicola.